# گوسفند (ترانه)
«گوسفند» (به انگلیسی: Sheep) نام آهنگی از گروه پراگرسیو راک پینک فلوید می‌باشد که در سال ۱۹۷۷ در آلبوم جانوران منتشر شد.در ابتدا نام این آهنگ در اجراهای اولیه Raving and Drooling بود و بعدها به گوسفند تغییر یافت.

## تاریخچه
پینک فلوید در جریان تورهای ۱۹۷۴ خود، سه آهنگ جدید به نام‌های «باید دیوانه باشی» (که بعدها به «سگ‌ها» تغییر نام یافت.)، «بدرخش ای الماس مجنون» ، و «Raving and Drooling» (که بعدها به گوسفند تغییر نام یافت) را اجرا کرد.در اصل این سه آهنگ برای آلبوم کاش اینجا بودی برنامه‌ریزی شده بود و قرار بود در آن آلبوم قرار بگیرند که از این سه آهنگ تنها «بدرخش ای الماس مجنون» در آلبوم یادشده قرار گرفت و دو آهنگ دیگر با تغییراتی ظاهری و درونی، در آلبوم جانوران قرار گرفتند. در نوامبر ۲۰۱۱ ویرایشهای اولیه از این دو آهنگ که به صورت زنده در ومبلی لندن ضبط شده بود و پیش‌درآمدی برای آلبوم کاش اینجا بودی بود؛ منتشر شد.
در قسمت‌هایی از این آهنگ (از شروع ۶:۲۷ تا ۷:۰۸ پایان می‌یابد) در پس‌زمینه جمله معروف خداوند چوپان من است از کتاب مزمور ۲۳ توسط واترز گفته می‌شود و در ادامه‌اش به این صورت ادامه می‌یابد:«او مرا بر قلاب‌های بلند آویزان می‌کند، مرا به کتلت گوشت گوسفند تبدیل می‌کند» که در کنسرت‌ها این قسمت را نیک میسن درامر گروه می‌گوید.

## سازندگان و مشارکت کنندگان
- راجر واترز - خواننده،گیتار،شعر،موسیقی،وکودر
- نیک میسن - درام
- ریچارد رایت - کیبورد،سینث‌سایزر
- دیوید گیلمور - گیتار لید،گیتار بیس،سینث‌سایزر